# Діапозитив
Діапозитив (грец. δια — «через», «крізь»), — позитивне зображення на оборотній або позитивній фотоплівці, скляній фотопластинці, зафіксованій у пластмасовій, металевій або картонній рамці, що дозволяє демонструвати (переглядати) його за допомогою діапроєктора або діаскопа.
Слайд — (англ. slide — «ковзати», «зрушуватися») більш поширена назва діапозитива, яка з'явилася від способу демонстрації на екрані слайд-фільму, складеного з декількох слайдів, які встромляються в кадрове вікно слайд-проєктора. Під слайд-фільмом розуміють набір слайдів однієї тематики, закінченого змісту.

## Застосування
Для публічного показу слайд-фільмів найбільшого поширення набули діапозитиви, виготовлені на 35-мм перфорованій фотоплівці, яка обертається, шириною 35-мм в рамках розміром 50 × 50 мм (розмір кадру 24 × 36 мм або 18 × 24 мм).

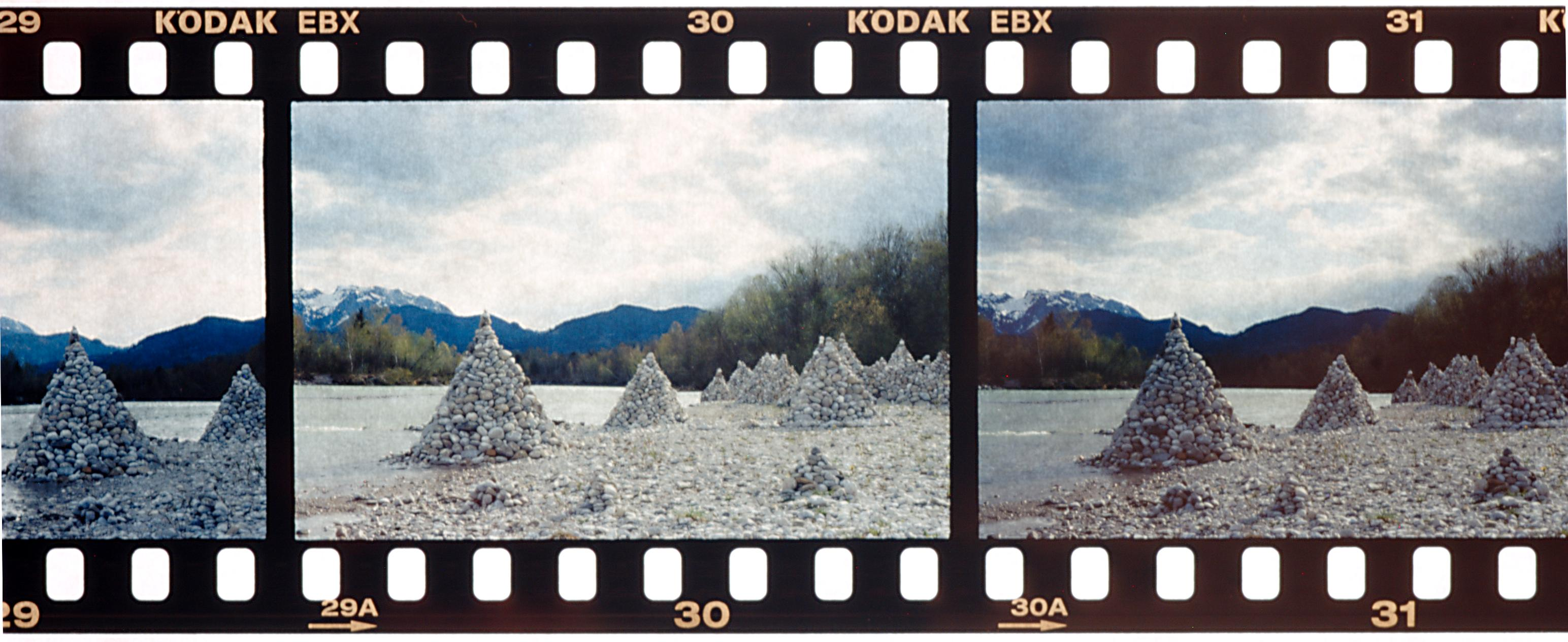
Позитивне зображення, призначене для перегляду
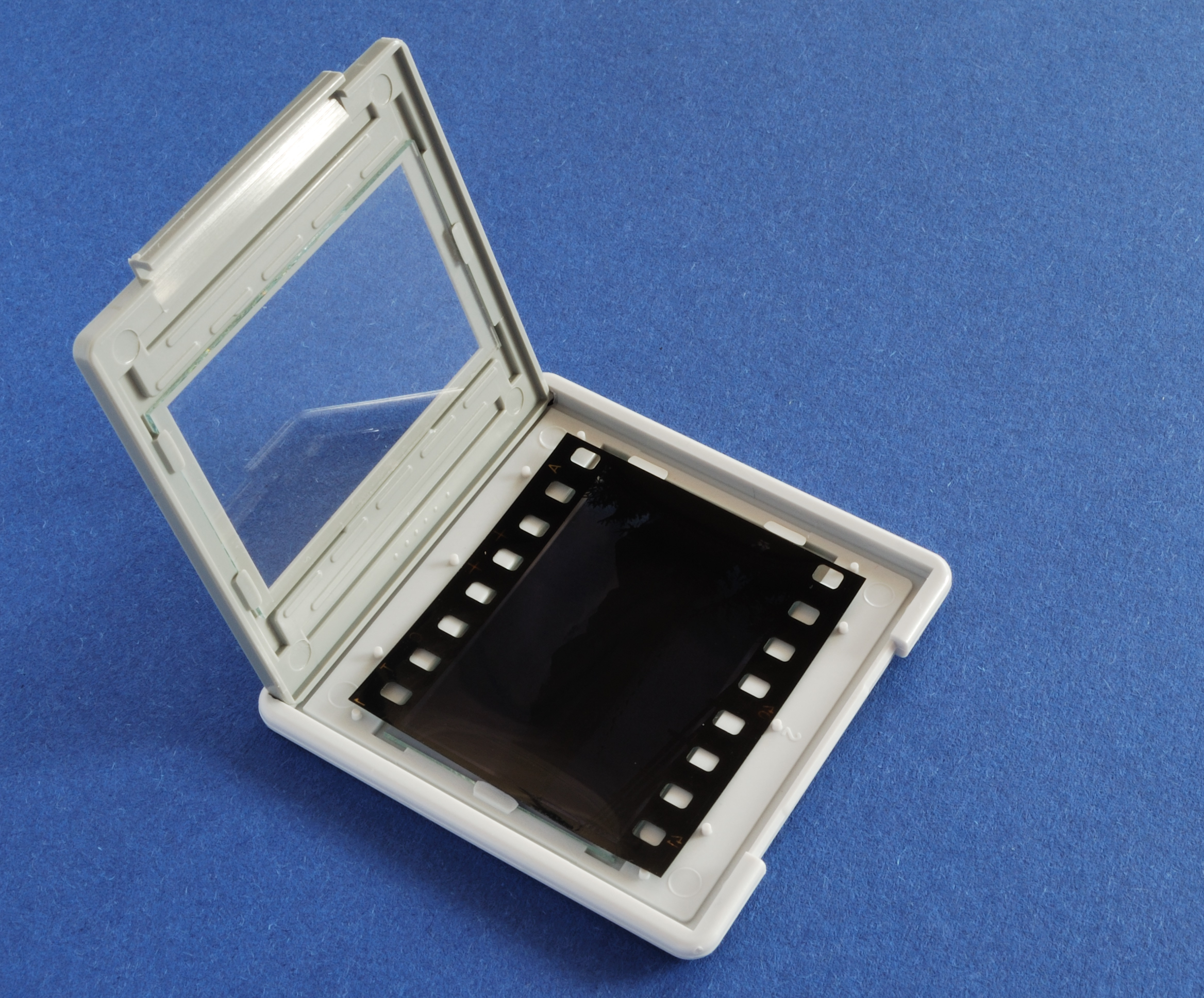
Діапозитивна рамка 50 × 50 мм (розмір кадру 24 × 36 мм)
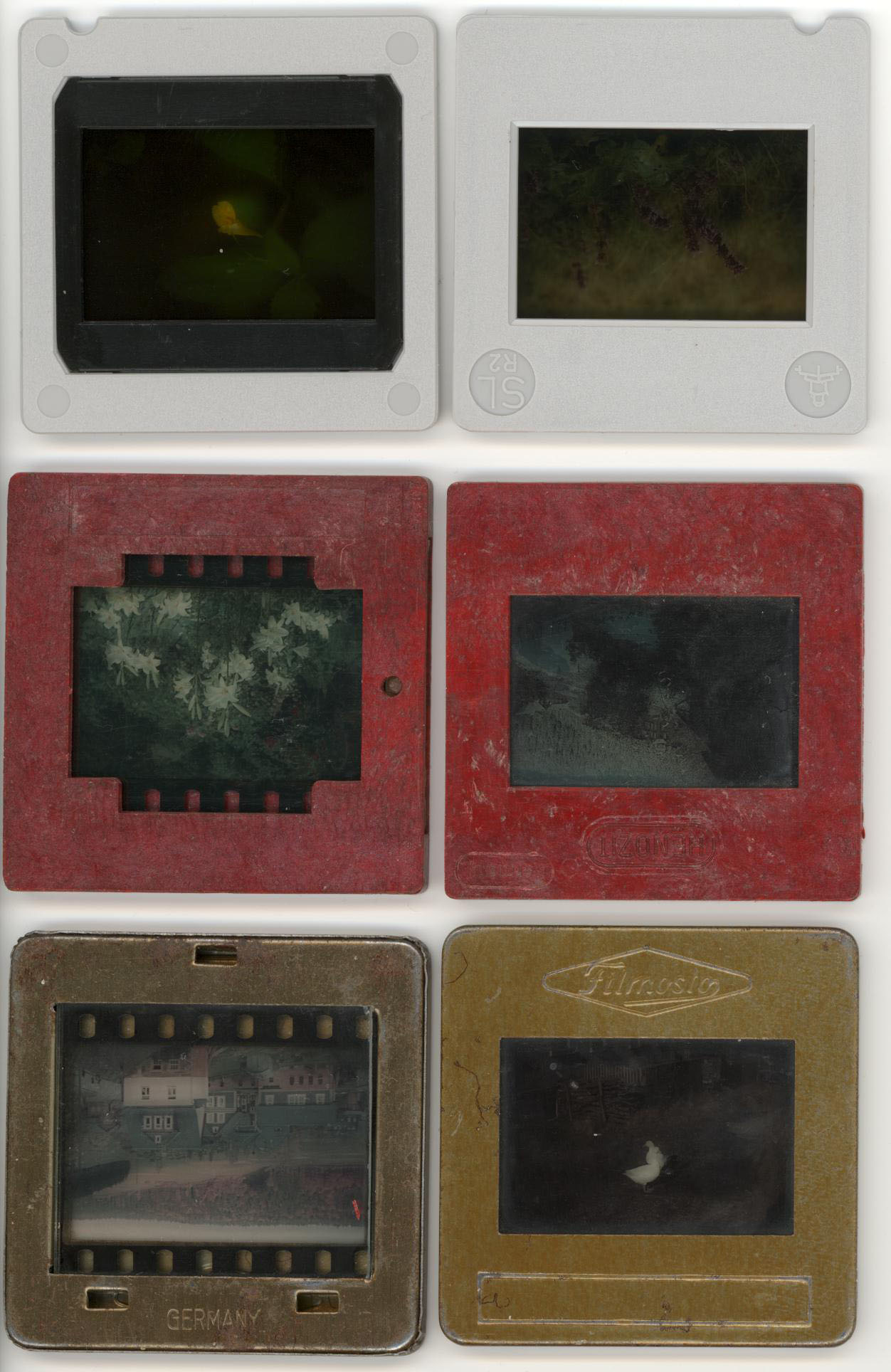
Діапозитивні рамки
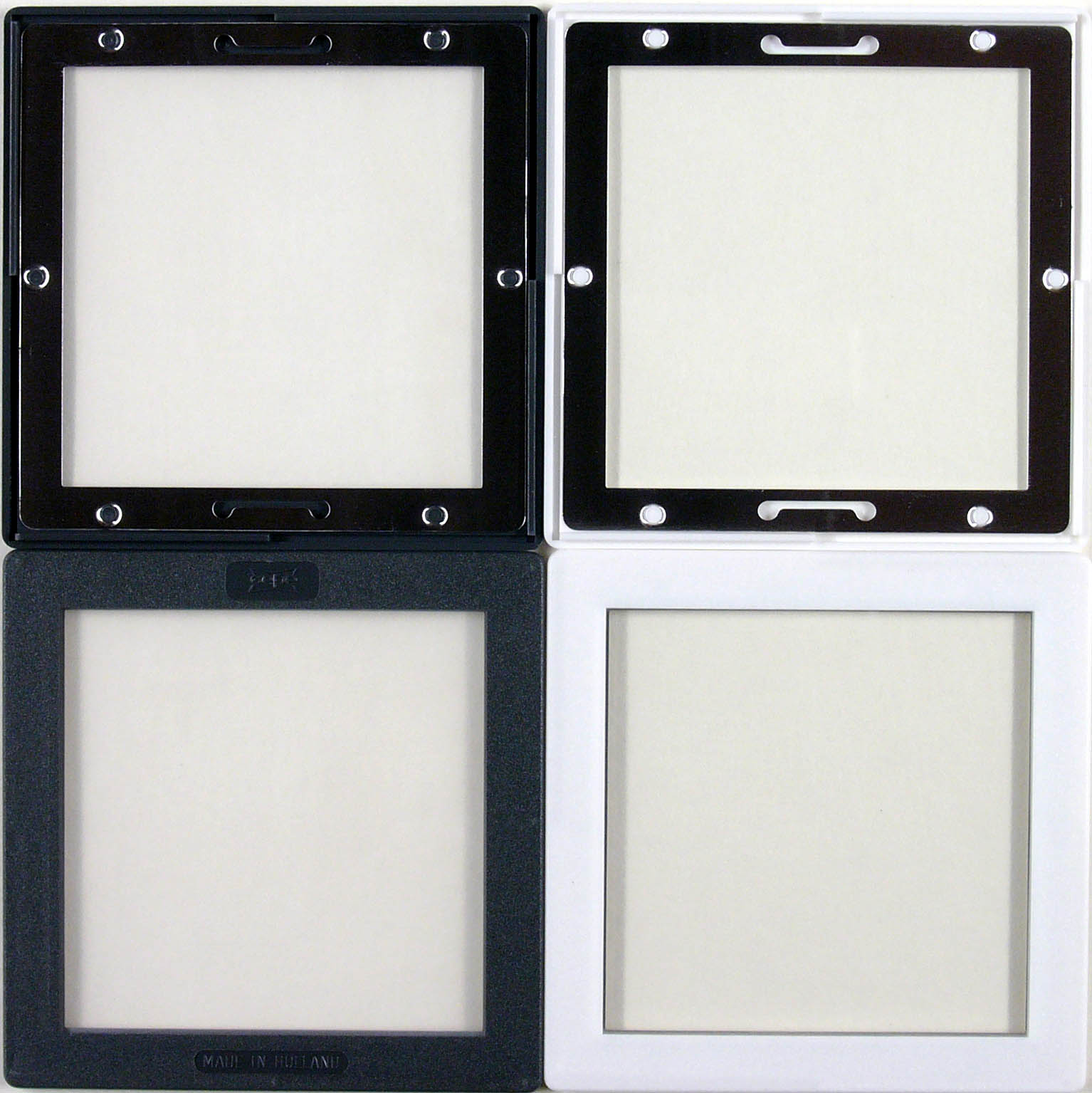
Діапозитивні рамки 70 × 70 мм (розмір кадру 58 × 58 мм)

Діапозитиви, виготовлені на фотоплівці шириною 61,5 мм знайшли застосування для виготовлення якісних кольорових зображень, використовуваних надалі в поліграфії при виданні журналів, календарів та листівок. Такі ж слайди в рамках 70 × 70 мм для спеціальних діапроєкторів мали дуже обмежене поширення.
Діапозитиви можуть бути кольоровими та чорно-білими. Діапозитиви зазвичай отримують зйомкою на згортаючу фотоплівку або друкуються з негативів на позитивну фотоплівку.
- Слайд-шоу — останнім часом це словосполучення набуло сенс презентації з фотографіями або малюнками. Слайд-шоу може бути частиною комп'ютерної презентації або ж просто способом демонстрації зображень на екрані (монітора).